# Namibia National Soccer League 1987
Die Saison 1987 der Namibia National Soccer League fand 1987 in ihrer Dritten Saison als Liga Namibias in Südwestafrika statt. Fußballmeister wurde zum ersten Mal Black Africa aus Windhoek.

## Abschlusstabelle
Anmerkung: Die Platzierungen 6 bis 12 sind laut Quelle unbekannt, ebenso einige Angaben zu anderen Teams.
| Pl. | Verein          | Sp. | S  | U | N  | Tore    | Diff. | Punkte |
| --- | --------------- | --- | -- | - | -- | ------- | ----- | ------ |
| 1.  | Black Africa    | 26  | 14 | 7 | 5  | 070:390 | +31   | 35:17  |
| 2.  | Chief Santos    | 0   | 0  | 0 | 0  | 000:000 | ±0    | 0:0    |
| 3.  | African Stars   | 0   | 0  | 0 | 0  | 051:350 | +16   | 0:0    |
| 4.  | Eleven Arrows   | 0   | 0  | 0 | 0  | 044:320 | +12   | 0:0    |
| 5.  | Chelsea FC      | 26  | 12 | 7 | 7  | 045:340 | +11   | 31:21  |
| 13. | Sorrento Bucs 1 | 25  | 6  | 5 | 14 | 032:420 | −10   | 17:33  |
| 14. | Hungry Lions 1  | 26  | 1  | 4 | 21 | 028:780 | −50   | 06:46  |